# Дуже страшна історія
«Дуже страшна історія» («Очень страшная история») — радянський художній фільм 1986 року, знятий режисером Микитою Хубовим на Кіностудії ім. М. Горького.

## Сюжет
Фільм знято за однойменною повістю Анатолія Алексіна (інша назва — «Детективна повість, яку написав Алік Дєткін»). П'ятикласника Гліба Бородаєва, онука відомого письменника, обрали почесним членом літературного гуртка. Незабаром гурток припинив своє існування, що дуже засмутило Гліба. Закликавши друзів на дачу, він вирішив налякати їх, щоб потім «врятувати» хлопців та стати в їхніх очах героєм.

## У ролях
- Андрій Козлов — Алік Дєткін
- Толя Юртаєв — Гліб Бородаєв
- Віра Панасенкова — Наташа Кулагіна
- Єлизавета Плаксіна — Миронова
- Альоша Дорофєєв — «Небіжчик»
- Слава Баранов — «Принц»
- Андрій Петров — Святослав Миколайович, шкільний вчитель
- Людмила Артем'єва — вчителька
- Станіслав Садальський — дядько Гриша
- Костянтин Огурцов — епізод

## Знімальна група
- Режисер — Микита Хубов
- Сценарист — Володимир Железніков
- Оператор — Гасан Тутунов
- Композитор — Маріанна Крутоярська
- Художник — Євген Штапенко